# Sun Li (escriptor nascut 1949)
No confondre amb Sun Li, escriptor nascut el 1913, o amb Sun Li actriu.
Sun Li, nascut Sun Shengli (xinès: 孙胜利) (1949 - 2010), escriptor xinès. Premi Mao Dun de Literatura de l'any 1991 per la seva novel·la 都市风流 traduïda a l'anglès com Rhapsody of Metropolis.

## Biografia
Sun Li va néixer el 16 d'octubre de 1949 a la Regió Autònoma de Guangxi (Xina). Va treballar en una empresa de construcció a la regió de Mongòlia Interior i va estudiar a la Universitat de Tianjin.
Va començar a publicar novel·les l'any 1984.
Va morir a Tianjin el 9 de maig de 2010.

### Obres destacades
- 都市风流 (Rhapsody of Metropolis)
- 但愿人长久(Wishing We Last Forever)

Les dues obres escrites conjuntament amb la seva dona, l'escriptora Yu Xiaohui.